# یودل (هلند)
{{Infobox settlement
|image_map=LocatieApeldoorn.png
|name=Uddel
|coordinates_region=NL
|subdivision_type=کشور
|subdivision_name=هلند
|subdivision_type1=استان
|subdivision_name1=Gelderland
|subdivision_type2=شهرستان
|subdivision_name2=Apeldoorn
|area_km2=
|population=4030
|population_as_of=2008
|density=
|website=
|image_shield=
| مختصات = ۵۲°۱۵′۲۸″ شمالی ۵°۴۶′۵۱″ شرقی / ۵۲٫۲۵۷۷۸°شمالی ۵٫۷۸۰۸۳°شرقی
یودل (به هلندی: Uddel) یک روستا در هلند است که در آپلدورن واقع شده‌است.

## خصوصیات
یودل ۴٬۰۳۰ نفر جمعیت دارد.